# Leonardo Diaz Laffore
Leonardo Javier Díaz Laffore (Ica, Perú, 19 de marzo del 2004)es un futbolista profesional peruano. Juega como defensa central y su equipo actual es Leixões S. C. de la Segunda Liga de Portugal.

## Trayectoria
Inicio sus primeros pasos en el fútbol en las divisiones inferiores de Sporting Cristal en 2019. Inicio como defensa central en las inferiores del club hasta que Roberto Mosquera lo ubicó como lateral derecho en su debut profesional con la camiseta celeste el 30 de octubre de 2021 ante Sport Boys Association.
En 2022, Díaz comenzó a tener sus primeras citaciones en el cuadro celeste, sin embargo no tuvo minutos oficiales durante todo el año.
A inicios de 2023, con la llegada de Tiago Nunes al club, debutó internacionalmente en la victoria ante Nacional de Paraguay por la fase 2 de la Copa Libertadores, entrando como reemplazo de Nilson Loyola, tras sus buen desenvolvimiento, el entrenador brasileño empezó a contar con él durante todo el torneo y en la liga local lo hizo jugar de titular varias veces acompañando a Ignácio da Silva y alternando con Gianfranco Chávez.

## Estadísticas

### Clubes
| Sporting Cristal · Perú | 1.ª           | 2021          | 1  | 0 | — | — | — | — | 1  | 0 |
| Sporting Cristal · Perú | 1.ª           | 2022          | 0  | 0 | — | — | — | — | 0  | 0 |
| Sporting Cristal · Perú | 1.ª           | 2023          | 17 | 1 | — | — | 7 | 0 | 24 | 1 |
| Sporting Cristal · Perú | 1.ª           | 2024          | 6  | 0 | — | — | 1 | 0 | 7  | 0 |
| Sporting Cristal · Perú | Total club    | Total club    | 24 | 1 | 0 | 0 | 8 | 0 | 32 | 1 |
| Total carrera | Total carrera | Total carrera | 24 | 1 | 0 | 0 | 8 | 0 | 32 | 1 |
| (1) Incluye datos de Copa Bicentenario. (2) Incluye datos de Copa Libertadores y Copa Sudamericana. (3) No incluye goles en partidos amistosos. |               |               |    |   |   |   |   |   |    |   |

### Resumen estadístico
| Competición              | Partidos | Goles |
| ------------------------ | -------- | ----- |
| Primera División de Perú | 24       | 1     |
| Copa Libertadores        | 8        | 0     |
| Copa Sudamericana        | 0        | 0     |
| Total                    | 32       | 1     |